# Deltocyathus magnificus
Deltocyathus magnificus är en korallart som beskrevs av Henry Nottidge Moseley 1876. Deltocyathus magnificus ingår i släktet Deltocyathus och familjen Caryophylliidae. Inga underarter finns listade i Catalogue of Life.